# Lê Tư Minh

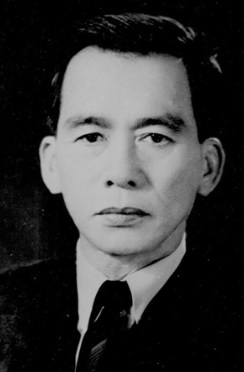
Ông Lê Minh. Ảnh: gia đình lưu giữ

Lê Minh (1917 - 1990) còn có tên là Lê Tư Minh và Lê Châu nguyên Bí thư Tỉnh ủy Thừa Thiên (1945-1950), là Tư lệnh phía Mặt trận Dân tộc Giải phóng Miền Nam Việt Nam trong Trận Mậu Thân tại Huế .

## Tiểu sử
Ông sinh ra và lớn lên ở quê hương xã Vinh Giang, Phú Lộc, Thừa thiên - Huế. Tên thật của ông là Lê Nhữ Châu. Ông lấy vợ là Tôn nữ cháu của Thọ Xuân Vương. Ông bà có năm người con nhưng ba bị mất khi còn nhỏ do bệnh nặng.

## Quá trình công tác
Tham gia cách mạng năm 1936, vào Đảng năm 1938. Tham gia Tỉnh ủy Thừa Thiên Huế  từ những năm 1940, là một trong những yếu nhân tham gia Hội nghị đầm Cầu Hai lịch sử quyết định việc tổng khởi nghĩa  trong Cách mạng tháng Tám năm 1945 ở Thừa Thiên Huế. Ngôi nhà ông ở Vinh Giang từ năm 1942 đến năm 1945 là trụ sở của cơ quan Tỉnh ủy lâm thời Thừa Thiên Huế, là nơi chuẩn bị cho Hội nghị đầm Cầu Hai. Trong Cách mạng tháng Tám ông là người trực tiếp phụ trách việc nổi dậy ở huyện Hương Thủy. Trong thời gian công tác giữ các chức vụ sau: Tỉnh ủy viên, Thường vụ Tỉnh ủy và sau đó là Bí thư Tỉnh ủy Thừa thiên (1945-1950), Khu ủy viên Liên khu 4, Chính ủy Quân khu Bình Trị Thiên (1950-1954). Sau 1954 - 1973 đi công tác B và làm Bí thư liên tỉnh I (Quảng Nam Đà Nẵng - Trị Thiên), Thường vụ Khu ủy liên khu V, Phó bí thư Khu ủy Đặc khu Trị Thiên Huế, Bí thư Thành ủy Huế, Tư lệnh chiến dịch Mậu thân Huế. Năm 1973 đi chữa bệnh ở CHDC Đức và trở về làm Phó ban Thống nhất Trung ương. Sau ngày Thống nhất đất nước làm Phó Ban nông nghiệp Trung ương, về hưu năm 1978, mất năm 1990 do bệnh nặng.

## Những hoạt động nổi bật
Ông tham gia giành chính quyền trong Cách mạng tháng 8/1945 ở Thừa Thiên Huế. Năm 1949 là Bí thư Tỉnh ủy, sau đó là Ủy viên Thường vụ Liên khu IV. Sau Hiệp định Giơnevơ tiếp tục làm Bí thư Tỉnh ủy Thừa Thiên, Ủy viên Thường vụ Liên khu ủy V, Bí thư liên tỉnh Trị Thiên Huế. Tháng 7/1959 tại thôn Cachê (miền núi Thừa Thiên Huế), Lê Minh đã chỉ đạo truyền đạt Nghị quyết 15 của TW Đảng về đường lối cách mạng miền Nam cho cán bộ Thừa Thiên Huế. Năm 1966 làm Phó Bí thư khu ủy Trị Thiên kiêm Bí thư Thành ủy Huế. Trong cuộc tổng tiến công nổi dậy Xuân 68 giữ chức chỉ huy trưởng bộ chỉ huy chiến dịch mặt trận Huế. Sau Tết Mậu Thân ông được Chủ tịch Hồ Chí Minh tiếp rồi trở lại hoạt động tại chiến trường miền Nam.Ông là một lãnh đạo xuất thân từ tầng lớp nông dân, đặc biệt quan tâm đến tầng lớp trí thức.
Trong thời kỳ lực lượng cách mạng ở Thừa thiên Huế bị đàn áp và tổn thất nặng nề sau 1959 ông và một số cán bộ đã tạm lánh vào Sài gòn. Ông bắt đầu bằng những công việc đơn giản như gánh nước thuê, làm thợ ảnh và sinh sống ở căn nhà nhỏ trong hẻm Sáu Lèo (nay là nhà 26/5 Đỗ Quang Đẩu, quận 1). Sau một thời gian ông làm thuê cho chủ hãng buôn xe ô tô. Từ thợ phụ nhưng nhờ nhanh trí và tháo vát ông đã được giao công việc điều hành buôn bán, giao dịch cho hãng. Việc này cũng tạo cho ông một vỏ bọc an toàn trong thời gian hoạt động bí mật ở Sài gòn. 

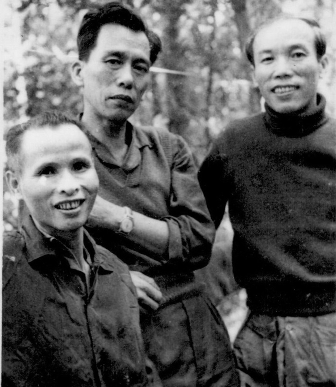
Ba vị lãnh đạo chiến dịch Huế Xuân 1968:Ông Nguyễn Vạn (Chính ủy Cánh Nam), ông Tư Minh (Tư lịnh mặt trận) và ông Trần Anh Liên (Chính ủy Cánh Bắc). Ảnh: gactholoc.com

Ông là chỉ huy trưởng phía Mặt trận Dân tộc Giải phóng Miền Nam Việt Nam trong Trận Mậu Thân tại Huế năm 1968. Đây là trận chiến kéo dài 26 ngày giữa Mặt trận Dân tộc Giải phóng Miền Nam Việt Nam với Quân lực Việt Nam Cộng Hòa và đồng minh Hoa Kỳ trong sự kiện Tết Mậu Thân. Trận chiến này cũng là một phần của Chiến tranh Việt Nam. Đây là một trận đánh ác liệt nhất trong đợt 1 Tổng tiến công Tết Mậu Thân. Dù quân Giải phóng bị đánh bật khỏi Huế song nó mang lại sự đổ vỡ tâm lý và chính trị lớn nhất cho Hoa Kỳ. Trong đó còn có sự kiện Thảm sát Huế Tết Mậu Thân vẫn còn nhiều tranh cãi về tính xác thực do các bên chưa công bố tài liệu hoặc công bố (tuyên truyền) sai lệch. Diễn biến trận đánh qua lời kể của ông đã được ghi chép lại trong nhiều bài báo và sách đặc biệt là cuốn "Huế Xuân 68" do Thành ủy Huế xuất bản (tái bản 2002). Trong phần hồi ký của mình ông vẫn đau đáu về nỗi đau không thể hàn gắn được: "Rốt cuộc là đã có những người bị xử lý oan trong chiến tranh. Dù lý do thế nào thì trách nhiệm vẫn thuộc về lãnh đạo, trong đó có trách nhiệm của tôi. Nhiệm vụ bây giờ của cách mạng là phải minh oan cho gia đình, con cái của những người đã chết, trong hoàn cảnh như vậy, trong khi luật pháp cách mạng chưa hề có ý định xử họ vào tội chết; có một người phải minh oan cho một người, có một trăm người cũng phải minh oan cho một trăm người. Đó là lẽ phải và tình thương, quần chúng sẽ thông cảm và không bao giờ lẫn lộn đen trắng." .
Tỉnh ủy lâm thời Thừa Thiên Huế (1942 - 1945) được đặt tại nhà ông ở xã Vinh giang, huyện Phú lộc. Đây là địa điểm mà ông Nguyễn Chí Thanh sau khi vượt ngục trở về đã lãnh đạo phong trào cách mạng. Ngôi nhà này nay là một Di tích lịch sử Cách mạng của tỉnh Thừa thiên - Huế. Cũng trong ngôi nhà này theo lời kể của con gái ông, sau CMT8 1945 có năm sỹ quan Nhật phản chiến tham gia lực lược Việt minh đã ở đây trước khi được phân công nhiệm vụ. Một trong họ tham gia vào quân khí sau này hồi hương về Nhật, tham gia ĐCS Nhật. Bốn người còn lại tham gia lực lượng tác chiến và anh dũng hy sinh trong một lần vượt sông bị quân Pháp chặn đánh. Người con trai duy nhất còn lại của ông cũng tình nguyện chuyển từ ĐHBK sang Phân hiệu 2 ĐHBK (sau là Học viện Kỹ thuật Quân sự) và sau khi tốt nghiệp tham gia vào binh chủng pháo binh vào đầu những năm 1970 khi tình hình chiến sự đang ác liệt. Tuy được chế độ ưu tiên nhưng con trai ông đã tiếp bước truyền thống ra chiến trường tham gia cho đến hết chiến dịch Hồ Chí Minh.
Sau khi nghỉ hưu ông dành hầu hết thời gian để chăm sóc, giúp đỡ cho các gia đình cán bộ, cơ sở cách mạng trong đó có cả việc minh oan, làm chế độ cho nhiều trường hợp. Chính vì vậy ít khi ông ở một chỗ được lâu mà thường xuyên di chuyển qua các tỉnh thành từ Bắc vào Nam. Ở Thành phố Hồ Chí Minh, sau 1975 ông được chính quyền chuyển lại căn nhà gác gỗ nhỏ trong hẻm Sáu Lèo mà ông từng sinh sống và hoạt động bí mật. Ông ở đây mỗi khi về Thành phố Hồ Chí Minh để ôn lại kỷ niệm và gặp gỡ đồng đội, những người đã từng là cơ sở, quần chúng giúp đỡ ông, đồng đội ông thủa nào. Trong sâu thẳm ông luôn đau đáu đến tận cuối đời về những hậu quả nặng nề của cuộc chiến mà ông cảm thấy mình có trách nhiệm cùng chính quyền và xã hội từng bước khắc phục và hàn gắn.
Ông được Nhà nước tặng thưởng nhiều huân, huy chương trong đó có Huân chương Hồ Chí Minh. Ông mất ngày 30 tháng 5 năm 1990 và được an táng tại nghĩa trang Mai dịch, Hà Nội. Hiện ở thành phố Huế có một con đường mang tên ông nằm giữa đường Trường Chinh và đường Đặng Văn Ngữ.